# Jul, jul, strålande jul (album av Nils Börghe Gårdh)
Jul, jul strålande jul är ett julalbum från 2001 av Nils Börge Gårdh.

## Låtlista
1. När det lider mot jul (Det strålar en stjärna) (Ruben Liljefors, Jeanna Oterdahl)
2. Jag är så glad var julekväll (trad.)
3. Församlens i trogne (John Francis Wade)
4. O Betlehem, du lilla stad (O Little Town of Bethlehem) (Lewis Redner, Anders Frostenson)
5. Det hände sig för länge sen (Mary's Boy Child) (Jester Hairston, Jan Erixon)
6. Jul, jul, strålande jul (Hugo Hammarström, Edvard Evers)
7. Betlehems stjärna (Viktor Rydberg, Alice Tegnér)
8. Jag drömmer om en jul hemma (White Christmas) (Irving Berlin, Karl Lennart)
9. Bereden väg för Herran (Frans Michael Franzén, trad.)
10. Stilla natt (Stille nacht, heilige nacht) (Franz Gruber, Oscar Mannström)
11. Nu tändas tusen juleljus (Emmy Köhler)
12. Julsång (Cantique de Noël) (Adolphe Adam)

## Medverkande
- Nils-Börge Gårdh - sång
- Alf Andersson - keyboard
- Joachim Sundler - trummor, slagverk
- Bo Hellgren - bas
- Conny Axelsson - gitarr

### Fotnoter
1. ↑  ”Jul, jul, strålande jul”. Svensk mediedatabas. 21 mars 2001. http://smdb.kb.se/catalog/id/001429192. Läst 31 december 2013.